# Amanda Hocking
Amanda Hocking (Austin, 12 luglio 1984) è una scrittrice statunitense, autrice di romanzi paranormal romance e young adult. Ha rappresentato il più grande caso di self-publishing mondiale arrivando a vendere oltre due milioni di e-book..

## Biografia
Figlia unica, cresce ad Austin (Minnesota) in una famiglia di modeste condizioni economiche, accudita soprattutto dalla nonna che fin da piccola amava raccontarle fiabe di ogni tipo. A sette anni legge già Stephen King e Jane Austen e scrive storie fantastiche ispirandosi a Guerre stellari e a Labyrinth. Dopo un'infanzia difficile, quando ha 11 anni i suoi genitori divorziano e lo stesso anno riceve in regalo un computer che "le salva la vita". Comincia a lavorare come lavapiatti all'Oriental Express, poi come inserviente presso una casa di riposo e coltiva la scrittura come antidoto alla depressione che l'ha accompagnata durante l'adolescenza.
Il suo primo romanzo, Dreams I can't remember, è una storia d'amore; lo termina nel 2001 e lo invia a una cinquantina di agenti letterari trovati attraverso le ricerche in rete, ma riceve sistematicamente dei rifiuti. Dopo aver studiato a lungo gli scaffali delle librerie per capire cosa veniva pubblicato, decide di inserire nelle sue storie elementi fiabeschi e richiami al paranormale. Comincia a trattare la scrittura non più come un'evasione ma come un vero e proprio lavoro e scrive di getto nuovi romanzi, inviandoli nuovamente alle case editrici. L'ultima lettera di rifiuto arriva nel gennaio 2010. Due mesi dopo, Hocking pubblica in rete My blood approves, che nel giro di cinque mesi vende in formato digitale ben 10 mila copie e alla fine dell'anno ne totalizza 100 mila. Nel marzo 2011 ha già venduto più di un milione di copie di nove dei suoi libri, ricavando dalle vendite due milioni di dollari, una cifra fino ad allora inaudita per gli scrittori autoprodotti.

I lavori pubblicati da Amanda Hocking, sono strutturati in serie: My Blood Approves è una serie di romanzi basata sui vampiri, la Trylle Trilogy racconta la storia di una ragazza alla ricerca di se stessa in un'ambientazione urban fantasy, The Hollows è una storia di zombie; la successiva Watersong parla di una sedicenne campionessa di nuoto che acquisisce misteriosi poteri. Il New York Times ha definito i suoi romanzi come 
Nel marzo 2011 la Hocking ha firmato il suo primo contratto editoriale convenzionale con la St. Martin's Press per i quattro romanzi della serie Watersong. Anche i tre libri della Trylle Trilogy, già auto pubblicati, sono stati venduti alla St.Martin's Press e pubblicati nel 2012 per la grande distribuzione.
In Italia alcuni romanzi di Amanda Hocking sono stati pubblicati dalla Fazi editore a partire da gennaio 2012.

## Opere
- My Blood Approves:
  - My Blood Approves (2010)
  - Fate (2010)
  - Flutter (2010)
  - Wisdom (2010)
  - Letters to Elise (novella, 2010)
  - Swear (2012)
- Trylle Trilogy: Fazi Editore 2012. Traduzione di Silvia Pellegrini.
  - Switched - In Italia: Switched. Il segreto del regno perduto
  - Torn - In Italia: Torn. Il ritorno al regno perduto
  - Ascend - In Italia: Ascend. Il regno ritrovato
- The Hollows:
  - Hollowland (2010)
  - Hollowmen (2011)
- Virtue (2011)
- Watersong: 
  - Wake (2012) - Italia: Fazi Editore, 2013
  - Lullaby (2013)
  - Tidal (TBA)
  - Elegy (TBA)
- The Kanin Chronicles
  - Frostfire (2015)
  - Ice Kissed (2015)
  - Crystal Kingdom (2015)
  - Hidden Kingdom (2017)
- Freeks
- Valkyrie
  - Between the Blade and the Heart (2018)
  - From the Earth to the Shadows (2018)
- The Omte Origins
  - The Lost City (2020)
  - The Morning Flower (2020)
  - The Ever After (2021)

## Adattamento cinematografico
Nel febbraio del 2011 la Trylle Trilogy era stata opzionata dalla Media Rights Capital per trarne un film con la sceneggiatura di Terri Tatchell, ma allo scadere dell'opzione (2015) i diritti sono stati restituiti all'autrice e il film non è stato realizzato.